# Station Toruń Północny
Station Toruń Północny is een spoorwegstation in de Poolse plaats Toruń.